# مقاطعة باكز (بنسلفانيا)
مقاطعة باكز (بالإنجليزية: Bucks County, Pennsylvania)‏ هي إحدى مقاطعات ولاية بنسلفانيا في الولايات المتحدة. بلغ عدد سكانها 625249 نسمة في عام 2010 حسب إحصاء مكتب تعداد الولايات المتحدة.

## المناخ
يظهر الجدول التالي التغييرات المناخية على مدار السنة لمقاطعة باكز:
| البيانات المناخية لـمقاطعة باكز   | البيانات المناخية لـمقاطعة باكز | البيانات المناخية لـمقاطعة باكز | البيانات المناخية لـمقاطعة باكز | البيانات المناخية لـمقاطعة باكز | البيانات المناخية لـمقاطعة باكز | البيانات المناخية لـمقاطعة باكز | البيانات المناخية لـمقاطعة باكز | البيانات المناخية لـمقاطعة باكز | البيانات المناخية لـمقاطعة باكز | البيانات المناخية لـمقاطعة باكز | البيانات المناخية لـمقاطعة باكز | البيانات المناخية لـمقاطعة باكز | البيانات المناخية لـمقاطعة باكز |
| الشهر                             | يناير                           | فبراير                          | مارس                            | أبريل                           | مايو                            | يونيو                           | يوليو                           | أغسطس                           | سبتمبر                          | أكتوبر                          | نوفمبر                          | ديسمبر                          | المعدل السنوي                   |
| --------------------------------- | ------------------------------- | ------------------------------- | ------------------------------- | ------------------------------- | ------------------------------- | ------------------------------- | ------------------------------- | ------------------------------- | ------------------------------- | ------------------------------- | ------------------------------- | ------------------------------- | ------------------------------- |
| الدرجة القصوى °ف (°م)             | 69.9 (21.1)                     | 77.8 (25.4)                     | 86.8 (30.4)                     | 93.1 (33.9)                     | 93.9 (34.4)                     | 94.5 (34.7)                     | 101.4 (38.6)                    | 98.6 (37.0)                     | 96.3 (35.7)                     | 88.9 (31.6)                     | 79.6 (26.4)                     | 73.7 (23.2)                     | 101.4 (38.6)                    |
| متوسط درجة الحرارة الكبرى °ف (°م) | 37.3 (2.9)                      | 41.1 (5.1)                      | 49.1 (9.5)                      | 61.3 (16.3)                     | 71.0 (21.7)                     | 79.2 (26.2)                     | 83.5 (28.6)                     | 81.9 (27.7)                     | 75.2 (24.0)                     | 64.1 (17.8)                     | 53.4 (11.9)                     | 41.7 (5.4)                      | 61.7 (16.5)                     |
| المتوسط اليومي °ف (°م)            | 28.4 (−2.0)                     | 31.4 (−0.3)                     | 38.7 (3.7)                      | 49.9 (9.9)                      | 59.7 (15.4)                     | 68.4 (20.2)                     | 72.8 (22.7)                     | 71.4 (21.9)                     | 64.3 (17.9)                     | 53.3 (11.8)                     | 43.7 (6.5)                      | 33.2 (0.7)                      | 51.4 (10.8)                     |
| متوسط درجة الحرارة الصغرى °ف (°م) | 19.5 (−6.9)                     | 21.7 (−5.7)                     | 28.4 (−2.0)                     | 38.4 (3.6)                      | 48.3 (9.1)                      | 57.7 (14.3)                     | 62.1 (16.7)                     | 60.9 (16.1)                     | 53.4 (11.9)                     | 42.5 (5.8)                      | 34.0 (1.1)                      | 24.7 (−4.1)                     | 41.1 (5.1)                      |
| أدنى درجة حرارة °ف (°م)           | −13.9 (−25.5)                   | −6.5 (−21.4)                    | 0.7 (−17.4)                     | 15.9 (−8.9)                     | 31.4 (−0.3)                     | 39.4 (4.1)                      | 45.4 (7.4)                      | 40.2 (4.6)                      | 33.8 (1.0)                      | 22.7 (−5.2)                     | 9.8 (−12.3)                     | −3.5 (−19.7)                    | −13.9 (−25.5)                   |
| الهطول إنش (مم)                   | 3.54 (90)                       | 2.89 (73)                       | 3.74 (95)                       | 4.25 (108)                      | 4.24 (108)                      | 4.34 (110)                      | 5.11 (130)                      | 4.12 (105)                      | 4.45 (113)                      | 4.56 (116)                      | 3.83 (97)                       | 4.20 (107)                      | 49.27 (1٬251)                   |
| متوسط الرطوبة النسبية (%)         | 68.6                            | 64.5                            | 60.7                            | 58.9                            | 64.0                            | 70.4                            | 69.9                            | 72.5                            | 73.4                            | 71.7                            | 69.6                            | 70.1                            | 67.9                            |
| المصدر: PRISM                     |                                 |                                 |                                 |                                 |                                 |                                 |                                 |                                 |                                 |                                 |                                 |                                 |                                 |

## أعلام
- جاكوب براون
- تشيستر موريس
- ليلي ماي
- فرانك هدسون
- مايكل هيرلي
- ويليام سميث
- بوب غامبل
- باري نيلسون
- تشارلز دارو
- جوناثان ونايت

## وصلات خارجية
- www.buckscounty.org